# Filmmaker (festival)
Filmmaker è un festival cinematografico milanese attivo dal 1980.

## Storia
Nato come vetrina della produzione indipendente nazionale, il Festival dedica oggi ampio spazio al documentario d'autore, al cinema del reale, al cinema sperimentale e di ricerca.
Dal 2011 Filmmaker Festival è sotto la direzione artistica di Luca Mosso, che ha preso il posto di Silvano Cavatorta.
Filmmaker si articola in diverse sezioni, di cui due competitive: il Concorso Internazionale e il Concorso Prospettive, quest'ultimo dedicato ai film italiani realizzati da giovani autori e autrici under 35.
Dal 1980 Filmmaker promuove la cultura cinematografica indipendente, sostenendo la ricerca e l’innovazione nella produzione audiovisiva.
Caratteristica esclusiva del Festival è l’azione tesa a favorire la produzione di nuove opere. Ad oggi più di ottanta film e video sono stati realizzati con il suo sostegno. Particolare attenzione viene rivolta ai giovani, ai nuovi autori e a coloro che scelgono di realizzare un cinema “fuori formato”.
Dal 2013 Filmmaker è entrato a far parte di Milano Film Network, un progetto che, grazie al contributo di Fondazione Cariplo mette in rete sette festival milanesi per offrire lungo tutto l’anno una proposta culturale e alcuni servizi per chi si occupa di cinema.
Tra gli autori prodotti e sostenuti da Filmmaker in questi anni:
le prime opere di Studio Azzurro, Silvio Soldini, Carlo Mazzacurati, Gianfranco Rosi, Michelangelo Frammartino, Leonardo Di Costanzo, Pippo Delbono, Bruno Oliviero, Marina Spada, Alina Marazzi, Paolo Rosa, Martina Parenti e Massimo D’Anolfi, Giovanni Davide Maderna, Maria Giovanna Cicciari, Federico Rizzo, Chiara Brambilla,  Antonio Bocola, Paolo Vari, Francesco Gatti e Sergio Basso.